# Comté de Monroe (Ohio)
Pour les articles homonymes, voir Comté de Monroe.
Le comté de Monroe est situé dans l’État de Ohio, aux États-Unis. Il comptait 15 180 habitants en 2000. Son siège est Woodsfield.